# أياكس أمستردام موسم 2006–07
كان موسم 2006–07 هو الموسم الـ107 لنادي أياكس والموسم الـ51 على التوالي للنادي في الدوري الهولندي.